# Майнхард III
Майнхард III (на немски: Meinhard; * 1344, Ландсхут; † 13 януари 1363, дворец Тирол до Меран) от династията Вителсбахи, е херцог на Горна Бавария и граф на Тирол от 1361 до 1363 г.

## Живот
Майнхард III e вторият син на Лудвиг V Бранденбургер († 18 септември 1361) и наследничката графиня Маргарета Тиролска (1318 – 1369). По майчина линия е последният от род Майнхардини. Той е внук по бащина линия на император Лудвиг IV Баварски и първата му съпруга Беатрикс от Силезия-Глогау.
Майнхард III се жени през 1359 г. в Пасау за херцогиня Маргарета от Австрия (1346 – 1366), дъщеря на херцог Албрехт II от род Хабсбурги и наследничката графиня Йохана фон Пфирт.
Майнхард III наследява баща си Лудвиг V на трона в Горна Бавария и Тирол след неговата смърт през 1361 г. Той бяга от своя чичо Стефан II и намира убежище в манастира Айхщет при княжеския епископ Бертхолд фон Цолерн, след това отива в Тирол. Майнхард обсажда и разрушава голяма част от тиролските замъци, когато потушава благороднически бунт. След ранната му смърт, майка му дава Тирол на Рудолф IV от Австрия, брат на нейната снаха. Горна Бавария се пада на чичо му Стефан II от Херцогство Бавария-Ландсхут, който навлиза и в Тирол, но през 1369 г. чрез мира от Шердинг го предоставя на Хабсбургите.